# Basedow (Lauenburg)
Basedow er en kommune i det nordlige Tyskland, beliggende i Amt Lütau i den sydøstlige del af Kreis Herzogtum Lauenburg. Kreis Herzogtum Lauenburg ligger i delstaten Slesvig-Holsten.

## Geografi
Basedow ligger nordøst for Lauenburg. I den østlige ende af kommunen ligger Lanzer See, som Elbe-Lübeck-Kanal løber gennem.